# Champions Trophy d'Asie masculin 2024
 (mars 2024).
Si vous disposez d'ouvrages ou d'articles de référence ou si vous connaissez des sites web de qualité traitant du thème abordé ici, merci de compléter l'article en donnant les références utiles à sa vérifiabilité et en les liant à la section « Notes et références ».
Navigation
Chennai 2023
Le Champions Trophy d'Asie masculin 2024 sera la 8e édition du Champions Trophy d'Asie masculin, un tournoi masculin de hockey sur gazon pour les six meilleures équipes asiatiques organisé par la Fédération asiatique de hockey. Ce tournoi se tiendra du 8 au 17 septembre 2024 à Hulunbuir, dans la région de Mongolie-Intérieure, en Chine.

## Équipes participantes
Les six meilleures équipes asiatiques sur base du classement mondial ont été désignées par l'AHF pour concourir à ce tournoi,.
| Équipe       | Apparition | Dernière apparition | Précédente meilleure performance   |
| ------------ | ---------- | ------------------- | ---------------------------------- |
| Inde         | 8e         | 2023                | Champion: (2011, 2016, 2018, 2023) |
| Chine        | 6e         | 2023                | Quatrième: (2012, 2013)            |
| Pakistan     | 8e         | 2023                | Champion: (2012, 2013, 2018)       |
| Japon        | 8e         | 2023                | Vice-champion: (2013, 2021)        |
| Corée du Sud | 6e         | 2023                | Champion: (2021)                   |
| Malaisie     | 7e         | 2023                | Vice-champion: (2023)              |

## Premier tour

### Déroulement
Le calendrier des matchs a été dévoilé le 1er août 2024.
Les six équipes sont réparties en un seul groupe de six équipes au premier tour. Le format est celui d'un tournoi toutes rondes simple : chaque équipe joue un match contre les cinq autres équipes du même groupe.
Les quatre premiers du premier tour sont qualifiés pour les demi-finales tandis que les deux derniers du premier tour s'affrontent dans un match pour la 5e place.

### Critères
En cas d'égalité de points de plusieurs équipes à l'issue des matchs de poule, les critères suivants sont appliqués dans l'ordre indiqué pour établir leur classement:
1. Points de chaque équipe,
2. Matchs gagnés,
3. Différence de buts,
4. Buts pour,
5. Plus grand nombre de points obtenus dans les matchs de poule disputés entre les équipes concernées,
6. Buts marqués en plein jeu.

### Tournoi toutes rondes
Légende :
- Tour pour les médailles
- Match pour la 5e place

| Rang | Équipe       | Pts | J | G | N | P | Bp | Bc | Diff |
| ---- | ------------ | --- | - | - | - | - | -- | -- | ---- |
| 1    | Inde T       | 15  | 5 | 5 | 0 | 0 | 21 | 4  | +17  |
| 2    | Pakistan     | 8   | 5 | 2 | 2 | 1 | 12 | 8  | +4   |
| 3    | Chine H      | 6   | 5 | 2 | 0 | 3 | 9  | 13 | -4   |
| 4    | Corée du Sud | 6   | 5 | 1 | 3 | 1 | 14 | 15 | -1   |
| 5    | Malaisie     | 5   | 5 | 1 | 2 | 2 | 13 | 21 | -8   |
| 6    | Japon        | 1   | 5 | 0 | 1 | 4 | 11 | 19 | -8   |

| 8 septembre 2024  | Corée du Sud | 5 - 5 | Japon        |
| 8 septembre 2024  | Malaisie     | 2 - 2 | Pakistan     |
| 8 septembre 2024  | Inde         | 3 - 0 | Chine        |
| 9 septembre 2024  | Corée du Sud | 2 - 2 | Pakistan     |
| 9 septembre 2024  | Inde         | 5 - 1 | Japon        |
| 9 septembre 2024  | Chine        | 4 - 2 | Malaisie     |
| 11 septembre 2024 | Pakistan     | 2 - 1 | Japon        |
| 11 septembre 2024 | Malaisie     | 1 - 8 | Inde         |
| 11 septembre 2024 | Chine        | 2 - 3 | Corée du Sud |
| 12 septembre 2024 | Japon        | 4 - 5 | Malaisie     |
| 12 septembre 2024 | Corée du Sud | 1 - 3 | Inde         |
| 12 septembre 2024 | Pakistan     | 5 - 1 | Chine        |
| 14 septembre 2024 | Malaisie     | 3 - 3 | Corée du Sud |
| 14 septembre 2024 | Inde         | 2 - 1 | Pakistan     |
| 14 septembre 2024 | Japon        | 0 - 2 | Chine        |

| Match 1                | Corée du Sud                                         | 5 - 5   | Japon                                                             |                                                                       |                                                                       |
| 8 septembre 2024 13h30 | Yang J.H. 3e, 38e, 53e · Kim J.H. 31e · Kim H.H. 58e | (1 - 3) | 7e Kimura · 18e Matsumoto · 25e Chiba · 36e Kawamura · 54e Kawabe | Arbitrage : Tao Zhinan James Unkles Arbitre vidéo : Ilanggo Kanabathu | Arbitrage : Tao Zhinan James Unkles Arbitre vidéo : Ilanggo Kanabathu |
| 8 septembre 2024 13h30 | Rapport                                              |         |                                                                   | Arbitrage : Tao Zhinan James Unkles Arbitre vidéo : Ilanggo Kanabathu | Arbitrage : Tao Zhinan James Unkles Arbitre vidéo : Ilanggo Kanabathu |

| Match 2                | Malaisie               | 2 - 2   | Pakistan                 |                                                                     |                                                                     |
| 8 septembre 2024 15h45 | Faizal 37e · Aiman 56e | (0 - 1) | 24e Sufyan · 32e Zikriya | Arbitrage : Ben Grant Hideki Kinoshita Arbitre vidéo : Deepak Joshi | Arbitrage : Ben Grant Hideki Kinoshita Arbitre vidéo : Deepak Joshi |
| 8 septembre 2024 15h45 | Rapport                |         |                          | Arbitrage : Ben Grant Hideki Kinoshita Arbitre vidéo : Deepak Joshi | Arbitrage : Ben Grant Hideki Kinoshita Arbitre vidéo : Deepak Joshi |

| Match 3                | Chine   | 0 - 3   | Inde                                    |                                                                       |                                                                       |
| 8 septembre 2024 18h00 |         | (0 - 2) | 14e Sukhjeet · 27e Uttam · 32e Abhishek | Arbitrage : You Hyosik Ilanggo Kanabathu Arbitre vidéo : James Unkles | Arbitrage : You Hyosik Ilanggo Kanabathu Arbitre vidéo : James Unkles |
| 8 septembre 2024 18h00 | Rapport |         |                                         | Arbitrage : You Hyosik Ilanggo Kanabathu Arbitre vidéo : James Unkles | Arbitrage : You Hyosik Ilanggo Kanabathu Arbitre vidéo : James Unkles |

| Match 4                | Corée du Sud                 | 2 - 2   | Pakistan       |                                                                |                                                                |
| 9 septembre 2024 13h30 | Hyun J.W. 16e · Kim S.H. 60e | (1 - 0) | (2x)60e Hannan | Arbitrage : Yin Yongbo James Unkles Arbitre vidéo : Tao Zhinan | Arbitrage : Yin Yongbo James Unkles Arbitre vidéo : Tao Zhinan |
| 9 septembre 2024 13h30 | Rapport                      |         |                | Arbitrage : Yin Yongbo James Unkles Arbitre vidéo : Tao Zhinan | Arbitrage : Yin Yongbo James Unkles Arbitre vidéo : Tao Zhinan |

| Match 5                | Inde                                                    | 5 - 1   | Japon         |                                                                |                                                                |
| 9 septembre 2024 15h45 | Sukhjeet 2e, 60e · Abhishek 3e · Sanjay 17e · Uttam 54e | (3 - 0) | 41e Matsumoto | Arbitrage : You Hyosik Haroon Rashid Arbitre vidéo : Ben Grant | Arbitrage : You Hyosik Haroon Rashid Arbitre vidéo : Ben Grant |
| 9 septembre 2024 15h45 | Rapport                                                 |         |               | Arbitrage : You Hyosik Haroon Rashid Arbitre vidéo : Ben Grant | Arbitrage : You Hyosik Haroon Rashid Arbitre vidéo : Ben Grant |

| Match 6                | Chine                                           | 4 - 2   | Malaisie               |                                                                      |                                                                      |
| 9 septembre 2024 18h00 | Gao J.S. 9e, 32e · Lin C.L. 40e · Chao J.M. 56e | (1 - 1) | 14e Azrai · 50e Faizal | Arbitrage : Deepak Joshi Hideki Kinoshita Arbitre vidéo : You Hyosik | Arbitrage : Deepak Joshi Hideki Kinoshita Arbitre vidéo : You Hyosik |
| 9 septembre 2024 18h00 | Rapport                                         |         |                        | Arbitrage : Deepak Joshi Hideki Kinoshita Arbitre vidéo : You Hyosik | Arbitrage : Deepak Joshi Hideki Kinoshita Arbitre vidéo : You Hyosik |

| Match 7                 | Pakistan                | 2 - 1   | Japon         |                                                                       |                                                                       |
| 11 septembre 2024 13h30 | Nadeem 10e · Sufyan 21e | (2 - 1) | 28e Fujishima | Arbitrage : Tao Zhinan Ilanggo Kanabathu Arbitre vidéo : James Unkles | Arbitrage : Tao Zhinan Ilanggo Kanabathu Arbitre vidéo : James Unkles |
| 11 septembre 2024 13h30 | Rapport                 |         |               | Arbitrage : Tao Zhinan Ilanggo Kanabathu Arbitre vidéo : James Unkles | Arbitrage : Tao Zhinan Ilanggo Kanabathu Arbitre vidéo : James Unkles |

| Match 8                 | Inde                                                                             | 8 - 1   | Malaisie       |                                                                |                                                                |
| 11 septembre 2024 15h45 | Rajkumar 3e, 25e, 33e · Hundal 6e, 39e · Jugraj 7e · Harmanpreet 22e · Uttam 40e | (5 - 0) | 34e Akhimullah | Arbitrage : Yin Yongbo Ben Grant Arbitre vidéo : Haroon Rashid | Arbitrage : Yin Yongbo Ben Grant Arbitre vidéo : Haroon Rashid |
| 11 septembre 2024 15h45 | Rapport                                                                          |         |                | Arbitrage : Yin Yongbo Ben Grant Arbitre vidéo : Haroon Rashid | Arbitrage : Yin Yongbo Ben Grant Arbitre vidéo : Haroon Rashid |

| Match 9                 | Chine                         | 2 - 3   | Corée du Sud                               |                                                                         |                                                                         |
| 11 septembre 2024 18h00 | Gao J.S. 14e · Huang Z.Y. 60e | (1 - 1) | 21e Kim H.H. · 53e Kim J.H. · 55e Yang J.H | Arbitrage : Deepak Joshi Haroon Rashid Arbitre vidéo : Hideki Kinoshita | Arbitrage : Deepak Joshi Haroon Rashid Arbitre vidéo : Hideki Kinoshita |
| 11 septembre 2024 18h00 | Rapport                       |         |                                            | Arbitrage : Deepak Joshi Haroon Rashid Arbitre vidéo : Hideki Kinoshita | Arbitrage : Deepak Joshi Haroon Rashid Arbitre vidéo : Hideki Kinoshita |

| Match 10                | Malaisie                                                | 5 - 4   | Japon                                              |                                                                |                                                                |
| 12 septembre 2024 13h30 | Syed 12e, 40e · Norsyafiq 21e · Syarman 47e · Azrai 48e | (2 - 2) | 24e, 28e Nagayoshi · 36e T. Tanaka · 51e Matsumoto | Arbitrage : Yin Yongbo Deepak Joshi Arbitre vidéo : You Hyosik | Arbitrage : Yin Yongbo Deepak Joshi Arbitre vidéo : You Hyosik |
| 12 septembre 2024 13h30 | Rapport                                                 |         |                                                    | Arbitrage : Yin Yongbo Deepak Joshi Arbitre vidéo : You Hyosik | Arbitrage : Yin Yongbo Deepak Joshi Arbitre vidéo : You Hyosik |

| Match 11                | Inde                            | 3 - 1   | Corée du Sud  |                                                                           |                                                                           |
| 12 septembre 2024 15h45 | Hundal 8e · Harmanpreet 9e, 43e | (2 - 1) | 30e Yang J.H. | Arbitrage : Ilanggo Kanabathu Hideki Kinoshita Arbitre vidéo : Tao Zhinan | Arbitrage : Ilanggo Kanabathu Hideki Kinoshita Arbitre vidéo : Tao Zhinan |
| 12 septembre 2024 15h45 | Rapport                         |         |               | Arbitrage : Ilanggo Kanabathu Hideki Kinoshita Arbitre vidéo : Tao Zhinan | Arbitrage : Ilanggo Kanabathu Hideki Kinoshita Arbitre vidéo : Tao Zhinan |

| Match 12                | Chine        | 1 - 5   | Pakistan                                       |                                                                    |                                                                    |
| 12 septembre 2024 18h00 | Gao J.S. 48e | (0 - 1) | 23e Rehman · 36e, 56e Nadeem · 46e, 60e Hannan | Arbitrage : Ben Grant You Hyosik Arbitre vidéo : Ilanggo Kanabathu | Arbitrage : Ben Grant You Hyosik Arbitre vidéo : Ilanggo Kanabathu |
| 12 septembre 2024 18h00 | Rapport      |         |                                                | Arbitrage : Ben Grant You Hyosik Arbitre vidéo : Ilanggo Kanabathu | Arbitrage : Ben Grant You Hyosik Arbitre vidéo : Ilanggo Kanabathu |

| Match 13                | Corée du Sud                      | 3 - 3   | Malaisie                               |                                                               |                                                               |
| 14 septembre 2024 13h30 | Yang J.H. 4e, 60e · Park C.E. 42e | (1 - 1) | 28e Azrai · 35e Norsyafiq · 55e Faizal | Arbitrage : Tao Zhinan Deepak Joshi Arbitre vidéo : Ben Grant | Arbitrage : Tao Zhinan Deepak Joshi Arbitre vidéo : Ben Grant |
| 14 septembre 2024 13h30 | Rapport                           |         |                                        | Arbitrage : Tao Zhinan Deepak Joshi Arbitre vidéo : Ben Grant | Arbitrage : Tao Zhinan Deepak Joshi Arbitre vidéo : Ben Grant |

| Match 14                | Inde                 | 2 - 1   | Pakistan  |                                                                      |                                                                      |
| 14 septembre 2024 15h45 | Harmanpreet 13e, 19e | (2 - 1) | 8e Nadeem | Arbitrage : James Unkles You Hyosik Arbitre vidéo : Hideki Kinoshita | Arbitrage : James Unkles You Hyosik Arbitre vidéo : Hideki Kinoshita |
| 14 septembre 2024 15h45 | Rapport              |         |           | Arbitrage : James Unkles You Hyosik Arbitre vidéo : Hideki Kinoshita | Arbitrage : James Unkles You Hyosik Arbitre vidéo : Hideki Kinoshita |

| Match 15                | Chine                        | 2 - 0   | Japon |                                                                          |                                                                          |
| 14 septembre 2024 18h00 | Chen B.H. 7e · Chao J.M. 25e | (2 - 0) |       | Arbitrage : Ilanggo Kanabathu Haroon Rashid Arbitre vidéo : Deepak Joshi | Arbitrage : Ilanggo Kanabathu Haroon Rashid Arbitre vidéo : Deepak Joshi |
| 14 septembre 2024 18h00 | Rapport                      |         |       | Arbitrage : Ilanggo Kanabathu Haroon Rashid Arbitre vidéo : Deepak Joshi | Arbitrage : Ilanggo Kanabathu Haroon Rashid Arbitre vidéo : Deepak Joshi |

## Phase de classement

### Match pour la5eplace
| Match 16                | Malaisie                                    | 4 - 4             | Japon                                                 |                                                                   |                                                                   |
| 16 septembre 2024 13h00 | Akhimullah 5e · Faizal 21e, 32e · Fitri 47e | (2 - 2)           | 3e, 37e Matsumoto · 24e Chiba · 59e S. Tanaka         | Arbitrage : Tao Zhinan Haroon Rashid Arbitre vidéo : James Unkles | Arbitrage : Tao Zhinan Haroon Rashid Arbitre vidéo : James Unkles |
| 16 septembre 2024 13h00 | Rapport                                     |                   |                                                       | Arbitrage : Tao Zhinan Haroon Rashid Arbitre vidéo : James Unkles | Arbitrage : Tao Zhinan Haroon Rashid Arbitre vidéo : James Unkles |
| 16 septembre 2024 13h00 | Aiman · Faizal · Sumantri · Azrai           | Tirs au but 2 - 4 | Kawabe · Kawahara · Matsumoto · S. Tanaka · T. Tanaka | Arbitrage : Tao Zhinan Haroon Rashid Arbitre vidéo : James Unkles | Arbitrage : Tao Zhinan Haroon Rashid Arbitre vidéo : James Unkles |

## Phase finale

### Tableau final
|  | Demi-finales      | Demi-finales      | Demi-finales      | Demi-finales      |                               |      | Finale            | Finale            | Finale            | Finale            |
|  |                   |                   |                   |                   |                               |      |                   |                   |                   |                   |
|  | 16 septembre 2024 | 16 septembre 2024 | 16 septembre 2024 | 16 septembre 2024 |                               |      | 17 septembre 2024 | 17 septembre 2024 | 17 septembre 2024 | 17 septembre 2024 |
|  | 1                 | Inde              | 4                 | 4                 |                               |      | 17 septembre 2024 | 17 septembre 2024 | 17 septembre 2024 | 17 septembre 2024 |
|  | 1                 | Inde              | 4                 | 4                 |                               |      | 17 septembre 2024 | 17 septembre 2024 | 17 septembre 2024 | 17 septembre 2024 |
|  | 4                 | Corée du Sud      | 1                 | 1                 |                               |      | 17 septembre 2024 | 17 septembre 2024 | 17 septembre 2024 | 17 septembre 2024 |
|  | 4                 | Corée du Sud      | 1                 | 1                 | 1                             | Inde | 1                 | 1                 |                   |                   |
|  | 16 septembre 2024 |                   |                   |                   | 1                             | Inde | 1                 | 1                 |                   |                   |
|  |                   |                   | 3                 | Chine             | 0                             | 0    |                   |                   |                   |                   |
|  | 2                 | Pakistan          | 3                 | Chine             | 0                             | 0    | 1 (0)             | 1 (0)             |                   |                   |
|  | 2                 | Pakistan          |                   |                   |                               |      |                   | 1 (0)             |                   |                   |
|  | 3                 | Chine             | 1 (2)tab          | 1 (2)tab          |                               |      |                   |                   |                   |                   |
|  | 3                 | Chine             | 1 (2)tab          | 1 (2)tab          | Match pour la troisième place |      |                   |                   |                   |                   |
|  |                   |                   |                   |                   |                               |      |                   |                   |                   |                   |
|  | 17 septembre 2024 |                   |                   |                   |                               |      |                   |                   |                   |                   |
|  | 4                 | Corée du Sud      | 2                 | 2                 |                               |      |                   |                   |                   |                   |
|  | 4                 | Corée du Sud      | 2                 | 2                 |                               |      |                   |                   |                   |                   |
|  | 2                 | Pakistan          | 5                 | 5                 |                               |      |                   |                   |                   |                   |
|  | 2                 | Pakistan          | 5                 | 5                 |                               |      |                   |                   |                   |                   |

### Demi-finales
| Match 17                | Chine                                   | 1 - 1 2 - 0 t. a. b. | Pakistan                         |                                                                       |                                                                       |
| 16 septembre 2024 15h30 | Lu Y.L. 18e                             | (1 - 0)              | 37e Nadeem                       | Arbitrage : Deepak Joshi You Hyosik Arbitre vidéo : Ilanggo Kanabathu | Arbitrage : Deepak Joshi You Hyosik Arbitre vidéo : Ilanggo Kanabathu |
| 16 septembre 2024 15h30 | Rapport                                 |                      |                                  | Arbitrage : Deepak Joshi You Hyosik Arbitre vidéo : Ilanggo Kanabathu | Arbitrage : Deepak Joshi You Hyosik Arbitre vidéo : Ilanggo Kanabathu |
| 16 septembre 2024 15h30 | Chen B.H. · Lin C.L. · Lu Y.L. · E W.H. | Tirs au but 2 - 0    | Arshad · Nadeem · Ahmad · Rehman | Arbitrage : Deepak Joshi You Hyosik Arbitre vidéo : Ilanggo Kanabathu | Arbitrage : Deepak Joshi You Hyosik Arbitre vidéo : Ilanggo Kanabathu |

| Match 18                | Inde                                               | 4 - 1   | Corée du Sud  |                                                                         |                                                                         |
| 16 septembre 2024 18h00 | Uttam 13e · Harmanpreet 19e, 45e · Jarmanpreet 32e | (2 - 0) | 33e Yang J.H. | Arbitrage : James Unkles Hideki Kinoshita Arbitre vidéo : Haroon Rashid | Arbitrage : James Unkles Hideki Kinoshita Arbitre vidéo : Haroon Rashid |
| 16 septembre 2024 18h00 | Rapport                                            |         |               | Arbitrage : James Unkles Hideki Kinoshita Arbitre vidéo : Haroon Rashid | Arbitrage : James Unkles Hideki Kinoshita Arbitre vidéo : Haroon Rashid |

### Match pour la3eplace
| Match 19                | Corée du Sud                 | 2 - 5   | Pakistan                                       |                                                                      |                                                                      |
| 17 septembre 2024 15h30 | Lee J.J. 16e · Yang J.H. 40e | (1 - 0) | 38e, 49e Sufyan · 39e, 54e Hannan · 45e Rooman | Arbitrage : Ben Grant Ilanggo Kanabathu Arbitre vidéo : Deepak Joshi | Arbitrage : Ben Grant Ilanggo Kanabathu Arbitre vidéo : Deepak Joshi |
| 17 septembre 2024 15h30 | Rapport                      |         |                                                | Arbitrage : Ben Grant Ilanggo Kanabathu Arbitre vidéo : Deepak Joshi | Arbitrage : Ben Grant Ilanggo Kanabathu Arbitre vidéo : Deepak Joshi |

### Finale
| Match 20                | Chine   | 0 - 1   | Inde       |                                                                   |                                                                   |
| 17 septembre 2024 18h00 |         | (0 - 0) | 51e Jugraj | Arbitrage : James Unkles You Hyosik Arbitre vidéo : Haroon Rashid | Arbitrage : James Unkles You Hyosik Arbitre vidéo : Haroon Rashid |
| 17 septembre 2024 18h00 | Rapport |         |            | Arbitrage : James Unkles You Hyosik Arbitre vidéo : Haroon Rashid | Arbitrage : James Unkles You Hyosik Arbitre vidéo : Haroon Rashid |

## Statiqtiques

### Buteurs

#### 9 buts
- Yang Jihun

#### 7 buts
- Harmanpreet Singh

#### 6 buts
- Ahmad Nadeem
- Hannan Shahid

#### 5 buts
- Kazumasa Matsumoto
- Faizal Saari

#### 4 buts
- Gao Jiesheng
- Uttam Singh
- Sufyan Khan

#### 3 buts
- Araijeet Hundal
- Rajkumar Pal
- Sukhjeet Singh
- Kamal Azrai

#### 2 buts
- Chao Jieming
- Abhishek Nain
- Jugraj Singh
- Yuki Chiba
- Ken Nagayoshi
- Kim Hyeonhong
- Kim Junghoo
- Akhimullah Anuar
- Syed Cholan
- Norsyafiq Sumantri

#### 1 but
- Chen Benhai
- Lin Changliang
- Lu Yuanlin
- Huang Ziyang
- Sanjay Rana
- Jarmanpreet Singh
- Raiki Fujishima
- Kosei Kawabe
- Yusuke Kawamura
- Naru Kimura
- Seren Tanaka
- Tsubasa Tanaka
- Park Cheoleon
- Hyun Jigwang
- Lee Jungjun
- Kim Sunghyun
- Syarman Mat
- Aiman Rozemi
- Fitri Saari
- Rooman Khan
- Abdul Rehman

### Classement final
| Rang                     | Équipe       | J | V | N | P | BP | BC | +/- | Pts | Classement mondial FIH | Classement mondial FIH | Classement mondial FIH |
| Rang                     | Équipe       | J | V | N | P | BP | BC | +/- | Pts | Avant                  | Après                  | +/-                    |
| ------------------------ | ------------ | - | - | - | - | -- | -- | --- | --- | ---------------------- | ---------------------- | ---------------------- |
| Médaille d'or, Asie      | Inde T       | 7 | 7 | 0 | 0 | 26 | 5  | +21 | 21  | 5                      | 5                      | 0                      |
| Médaille d'argent, Asie  | Chine H      | 7 | 2 | 1 | 4 | 10 | 15 | -5  | 7   | 23                     | 23                     | 0                      |
| Médaille de bronze, Asie | Pakistan     | 7 | 3 | 3 | 1 | 18 | 11 | +7  | 12  | 16                     | 15                     | +1                     |
| 4                        | Corée du Sud | 7 | 1 | 3 | 3 | 17 | 24 | -7  | 6   | 14                     | 14                     | 0                      |
| Éliminés au premier tour |              |   |   |   |   |    |    |     |     |                        |                        |                        |
| 5                        | Japon        | 6 | 0 | 2 | 4 | 15 | 23 | -8  | 1   | 15                     | 16                     | -1                     |
| 6                        | Malaisie     | 6 | 1 | 3 | 2 | 17 | 25 | -8  | 6   | 13                     | 13                     | 0                      |